# Comitatul Dunn, Wisconsin
Comitatul Dunn este unul din cele 72 de comitate din statul Wisconsin din Statele Unite ale Americii. Sediul acestuia este localitatea Menomonie. Conform recensământului din anul 2000, numit Census 2000, populația sa a fost 39.858 de locuitori.

## Demografie

Piramida vârstelor din comitatul Dunn (Census 2000).

Conform recensământului din anul 2000, comitatul Dunn avea o populație de 39.858  de locuitori (18 loc./km²):
14.337 gospodării,
19.261 familii,
15.277 unitâți locative ( 7/km²).
31.40% din familii au copii sub 18 ani
54.10% din gospodării sunt familii căsătorite
6.90% din gospodării sunt femei singure
Structura demografică
96.08% albi
0.34% afro-americani
0.27% amerinidieni
2.13% asiatici
0.01% locuitori ai insulelor din Pacific
0.37% alte grupări etnice
Evoluția demografică
| 1930   | 1970   | 1980   | 1990   | 2000   |
| ------ | ------ | ------ | ------ | ------ |
| 27.037 | 28.991 | 34.250 | 35.909 | 39.858 |

## Geografie
Potrivit Biroului Recensământului, comitatul are o suprafață totală de 2.238 km² din care 2.207 km² este uscat și 31 km² (1,38%)  este apă.

### Comitate învecinate
- Barron - nord
- Chippewa - est
- Eau Claire - sud-est
- Pepin - sud
- Pierce - sud-vest
- Saint Croix - vest
- Polk - nord-vest

### Drumuri importante
| - Interstate 94 - U.S. Highway 12 - Highway 29 (Wisconsin) - Highway 25 (Wisconsin) - Highway 40 (Wisconsin) | - Highway 64 (Wisconsin) - Highway 85 (Wisconsin) - Highway 72 (Wisconsin) - Highway 170 (Wisconsin) - Highway 79 (Wisconsin) |

### Orașe, sate și orășele

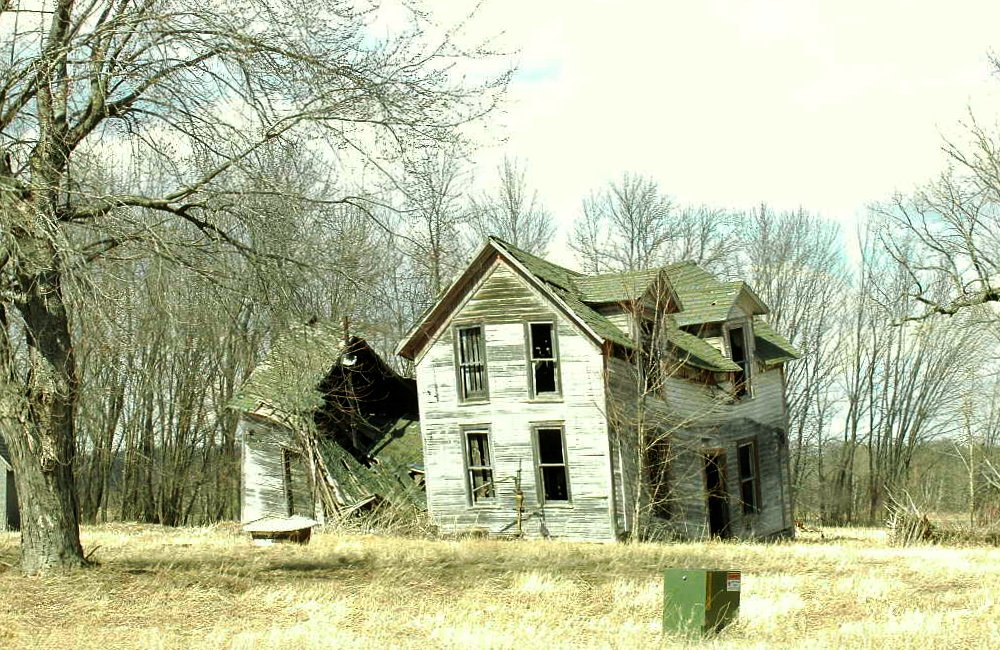
Fermă veche din comitatul Dunn.

- Boyceville (sat)
- Colfax
- Colfax (sat)
- Downing
- Dunn
- Eau Galle
- Elk Mound
- Elk Mound
- Grant
- Hay River
- Knapp
- Lucas
- Menomonie (orășel)
- Menomonie
- New Haven
- Otter Creek
- Peru
- Red Cedar
- Ridgeland
- Rock Creek
- Sand Creek
- Sheridan
- Sherman
- Spring Brook
- Stanton
- Tainter
- Tiffany
- Weston
- Wheeler
- Wilson

## Demografie
|  | Graficele sunt indisponibile din cauza unor probleme tehnice. Mai multe informații se găsesc la Phabricator și la wiki-ul MediaWiki. |

Date: Wikidata - grafică realizată de Wikipedia